# جهاز تحكم نينتندو سويتش برو
جهاز تحكم نينتندو سويتش برو (بالإنجليزية: Nintendo Switch Pro Controller)‏ هو جهاز تحكم بألعاب الفيديو صنعتها نينتندو لاستخدامها مع مشغل ألعاب الفيديو المنزلي نينتندو سويتش. هو جهاز تحكم بدلا من جوي-كون.

## التصميم والميزات
يشتمل جهاز التحكم على تخطيط مفاتيح مشابه لتخطيط كلاسيك كونترولر للوي، ولكنه يستخدم تخطيط عصا تحكم متداخلة يستخدمه جهاز تحكم غيم كيوب وعائلة أجهزة تحكم إكس بوكس من مايكروسوفت، مع تصميمه العام مشابه جدًا لتصميم جهاز التحكم اللاسلكي لإكس بوكس. يمكن مزامنة ما يصل إلى ثمانية أجهزة تحكم برو مع نينتندو سويتش. بالإضافة إلى ذلك، يمكن أيضًا إقران جهاز التحكم أو توصيلها بجهاز حاسوب لاستخدامها مع ألعاب الحاسوب، مثل تلك الموجودة على ستيم والتي أضافت دعمًا لجهاز التحكم من خلال تحديث عميل تجريبي في 9 مايو 2018. يدعم جهاز التحكم أيضًا اتصال المجال القريب للاستخدام مع عائلة أميبو من نينتندو بالإضافة إلى HD Rumble وأدوات التحكم في الحركة. يستغرق جهاز التحكم حوالي 6 ساعات لشحنه بالكامل. عند الشحن الكامل، يمكن أن تدوم مدة البطارية لجهاز التحكم حوالي 40 ساعة. يتميز جهاز التحكم أيضًا بموصل يو إس بي - فئة سي، بالإضافة إلى أنها تأتي مع سلك شحن من يو إس بي - فئة سي إلى فئة أيه، والذي يمكن توصيله بمنفذ يو إس بي - فئة أيه 2.0 في الجزء الخلفي من قاعدة التبديل.

## التاريخ
كُشِفَ عن جهاز تحكم نينتندو سويتش برو حينما أعلن عن نينتندو سويتش في 20 أكتوبر 2016، وصدر في 3 مارس 2017.

## النسخ الخاصة
يتوفر جهاز تحكم نينتندو سويتش برو باللون الأسود، وأيضًا في الإصدارات الخاصة التالية:
- نسخة زينوبلايد كرونيكلس 2: مقابض وردية.
- نسخة سوبر سماش برذرز ألتميت: مقابض بيضاء.
- نسخة سبلاتون 2: مقبض أخضر (اليسار)، ومقبض وردي (اليمين).
- نسخة مونستر هنتر رايز: أسود مع تصميم ماغنامالو ذهبي.

كما مُنِحَ جهاز تحكم خاص مطبوع عليها شعار سوبر ماريو برذرز إلى شوتو موريا، الفائز في بطولة سوبر سماش برذرز ألتميت في إيفو اليابان 2020.